# Mero de Nassau
El mero de Nassau (Epinephelus striatus) és una espècie de peix de la família dels serrànids i de l'ordre dels perciformes. present des de Bermuda, Florida, Bahames i la península de Yucatán fins al sud del Brasil, incloent-hi el Carib.
Els mascles poden assolir els 122 cm de longitud total.

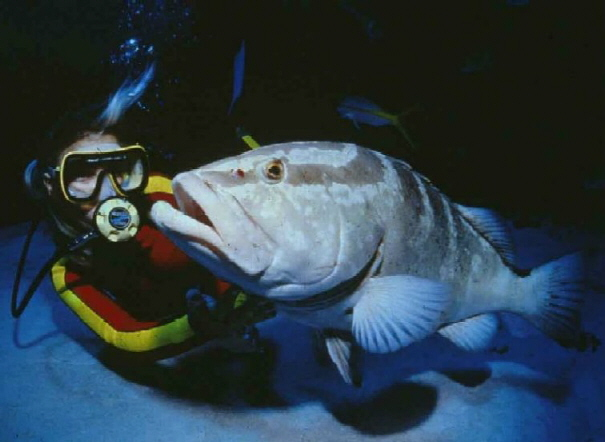
Mero de Nassau amb un bus
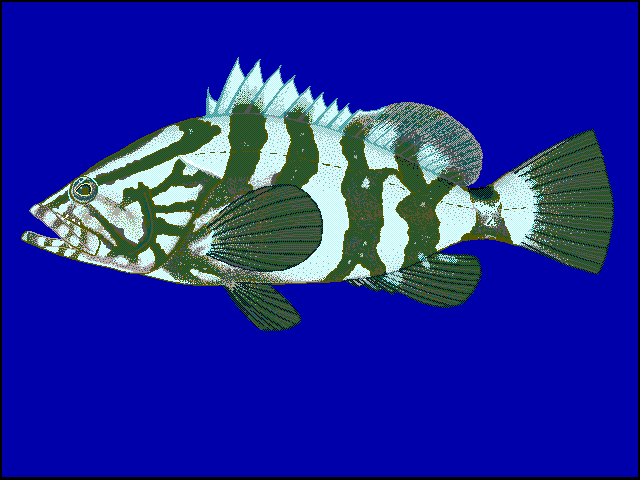